# 屏边毛柄槭
屏边毛柄槭（学名：Acer pubipetiolatum var. pingpienense）为槭树科槭属下的一个变种。

## 扩展阅读
- 維基物種上的相關：屏边毛柄槭